# Llista de topònims de Castellterçol
Llista de topònims (noms propis de lloc) del municipi de Castellterçol, al Moianès
Informació actualitzada per un bot. Els canvis manuals es perdran quan s'actualitzi!

## bosc
| imatge | Nom                | Ubicat a                 | instància de | Detalls | coordenades                                                              | Protecció | Commons (més fotos) | Dades a WD                    |
| ------ | ------------------ | ------------------------ | ------------ | ------- | ------------------------------------------------------------------------ | --------- | ------------------- | ----------------------------- |
|        | Baga de les Basses | Castellcir Castellterçol | bosc         |         | 41° 46′ 22″ N, 2° 07′ 19″ E / 41.77276389°N,2.12186389°E 660 msnm        |           |                     | Modifica les dades a Wikidata |
|        | Els Planots        | Castellterçol            | bosc plana   |         | 41° 43′ 16″ N, 2° 07′ 23″ E / 41.721108°N,2.122994°E Sant Julià d'Úixols |           |                     | Modifica les dades a Wikidata |

## camí
| imatge | Nom                           | Ubicat a                 | instància de | Detalls    | coordenades                                       | Protecció | Commons (més fotos) | Dades a WD                    |
| ------ | ----------------------------- | ------------------------ | ------------ | ---------- | ------------------------------------------------- | --------- | ------------------- | ----------------------------- |
|        | camí de Castellterçol a Marfà | Castellterçol Castellcir | camí         |            | 41° 46′ 39″ N, 2° 06′ 17″ E / 41.7774°N,2.10461°E |           |                     | Modifica les dades a Wikidata |
|        | camí de Sant Llogari          | Castellterçol Granera    | camí         | Llarg: 3km | 41° 44′ 34″ N, 2° 03′ 48″ E / 41.7429°N,2.06347°E |           |                     | Modifica les dades a Wikidata |

## carrer
| imatge | Nom                    | Ubicat a      | instància de | Detalls                                  | coordenades                                                                             | Protecció                                  | Commons (més fotos)                    | Dades a WD                    |
| ------ | ---------------------- | ------------- | ------------ | ---------------------------------------- | --------------------------------------------------------------------------------------- | ------------------------------------------ | -------------------------------------- | ----------------------------- |
|        | carrer de Baix         | Castellterçol | carrer       | Estil: arquitectura popular 17th century | 41° 45′ 07″ N, 2° 07′ 11″ E / 41.751924°N,2.119827°E ca:Carrer de Baix 727 msnm         | bé integrant del patrimoni cultural català | Carrer de Baix (Castellterçol)         | Modifica les dades a Wikidata |
|        | carrer de Sant Llogari | Castellterçol | carrer       | Estil: arquitectura popular 17th century | 41° 45′ 01″ N, 2° 06′ 58″ E / 41.750175°N,2.116169°E ca:carrer de Sant Llogari 728 msnm | bé integrant del patrimoni cultural català | Carrer de Sant Llogari (Castellterçol) | Modifica les dades a Wikidata |

## casa
| imatge | Nom                                                    | Ubicat a      | instància de | Detalls                                     | coordenades | Protecció                                  | Commons (més fotos)                              | Dades a WD                    |
| ------ | ------------------------------------------------------ | ------------- | ------------ | ------------------------------------------- | --- | ------------------------------------------ | ------------------------------------------------ | ----------------------------- |
|        | Cafè de Dalt                                           | Castellterçol | casa         | Estil: arquitectura eclèctica 20th century  | 41° 45′ 07″ N, 2° 07′ 14″ E / 41.751941°N,2.120609°E ca:C. del Mig, 9 727 msnm                                                                                       | bé integrant del patrimoni cultural català | Cafè de Dalt (Castellterçol)                     | Modifica les dades a Wikidata |
|        | Can Canuto                                             | Castellterçol | casa         | Estil: noucentisme 20th century             | 41° 45′ 01″ N, 2° 07′ 22″ E / 41.75039°N,2.122771°E ca:Carrer de Barcelona, 57                                                                                       | bé integrant del patrimoni cultural català | Can Canuto                                       | Modifica les dades a Wikidata |
|        | Can Fargas                                             | Castellterçol | casa         | Estil: arquitectura popular                 | 41° 45′ 05″ N, 2° 07′ 05″ E / 41.751282°N,2.118068°E |                                            |                                                  | Modifica les dades a Wikidata |
|        | Can Lleonart                                           | Castellterçol | casa         | Estil: noucentisme 20th century             | 41° 45′ 05″ N, 2° 07′ 06″ E / 41.751518°N,2.118293°E ca:Plaça Tresserres, 4                                                                                          | bé integrant del patrimoni cultural català | Can Lleonart                                     | Modifica les dades a Wikidata |
|        | Can Marsans                                            | Castellterçol | casa         | Estil: noucentisme 19th century             | 41° 45′ 05″ N, 2° 07′ 10″ E / 41.751483°N,2.119581°E ca:Plaça Prat de la Riba, 6                                                                                     | bé integrant del patrimoni cultural català | Plaça Prat de la Riba, 6 (Castellterçol)         | Modifica les dades a Wikidata |
|        | Can Posas                                              | Castellterçol | casa         | Estil: noucentisme 19th century             | 41° 45′ 05″ N, 2° 07′ 11″ E / 41.75151°N,2.119677°E ca:Pl. de Prat de la Riba, 4-5.                                                                                  | bé integrant del patrimoni cultural català | Can Posas (Castellterçol)                        | Modifica les dades a Wikidata |
|        | Can Teuler                                             | Castellterçol | casa         | Estil: arquitectura popular                 | 41° 45′ 03″ N, 2° 07′ 02″ E / 41.750906°N,2.117219°E | bé integrant del patrimoni cultural català | Can Teuler                                       | Modifica les dades a Wikidata |
|        | Casa Datsira                                           | Castellterçol | casa         | Estil: arquitectura popular 1732            | 41° 45′ 12″ N, 2° 07′ 15″ E / 41.75341°N,2.120781°E ca:C. de Josep Gallés, 26.                                                                                       | bé integrant del patrimoni cultural català | Casa Datsira                                     | Modifica les dades a Wikidata |
|        | Casa Nubiola                                           | Castellterçol | casa         | Estil: arquitectura modernista              | 41° 45′ 02″ N, 2° 07′ 02″ E / 41.750555555556°N,2.1172222222222°E ca:Carrer de Quadró, 47                                                                            | bé integrant del patrimoni cultural català | Casa Nubiola (Castellterçol)                     | Modifica les dades a Wikidata |
|        | Casa Planella                                          | Castellterçol | casa         | Estil: barroc                               | 41° 45′ 11″ N, 2° 07′ 15″ E / 41.752952°N,2.120968°E | bé integrant del patrimoni cultural català | Casa Gallés (Castellterçol)                      | Modifica les dades a Wikidata |
|        | Casa unifamiliar al carrer Vic, 12                     | Castellterçol | casa         | Estil: arquitectura eclèctica               | 41° 45′ 02″ N, 2° 07′ 16″ E / 41.750557°N,2.120977°E | bé integrant del patrimoni cultural català | Carrer Vic 12 (Castellterçol)                    | Modifica les dades a Wikidata |
|        | Casa unifamiliar al carrer Vic, 14                     | Castellterçol | casa         | Estil: arquitectura eclèctica               | 41° 45′ 02″ N, 2° 07′ 16″ E / 41.750578°N,2.121058°E | bé integrant del patrimoni cultural català | Carrer Vic 14 (Castellterçol)                    | Modifica les dades a Wikidata |
|        | Casal Comes                                            | Castellterçol | casa         | Estil: arquitectura eclèctica 1887          | 41° 45′ 03″ N, 2° 07′ 01″ E / 41.750732°N,2.116825°E ca:Carrer de Sant Llogari, 38-40                                                                                | bé integrant del patrimoni cultural català | Carrer Sant Llogari 34-36 (Castellterçol)        | Modifica les dades a Wikidata |
|        | Casal al carrer Josep Gallés, 11                       | Castellterçol | casa         | Estil: arquitectura popular                 | 41° 45′ 10″ N, 2° 07′ 15″ E / 41.752898°N,2.120921°E | bé integrant del patrimoni cultural català | Josep Gallés 11 (Castellterçol)                  | Modifica les dades a Wikidata |
|        | Cases d'en Canuto                                      | Castellterçol | casa         | Estil: arquitectura modernista              | 41° 45′ 01″ N, 2° 07′ 22″ E / 41.750277777778°N,2.1227777777778°E ca:Carrer Barcelona, 58-60 i 62-64                                                                 | bé integrant del patrimoni cultural català | Cases d'en Canuto                                | Modifica les dades a Wikidata |
|        | Cases unifamiliars al carrer Barcelona, 48-54          | Castellterçol | casa         | Estil: arquitectura eclèctica               | 41° 45′ 02″ N, 2° 07′ 21″ E / 41.750555555556°N,2.1225°E ca:C. Barcelona, 48-50 i 52-54                                                                              | bé integrant del patrimoni cultural català | Carrer Barcelona 48-54 (Castellterçol)           | Modifica les dades a Wikidata |
|        | Conjunt de tres cases unifamiliars al carrer Barcelona | Castellterçol | casa         | Estil: arquitectura popular                 | 41° 45′ 07″ N, 2° 07′ 17″ E / 41.75192°N,2.121427°E | bé integrant del patrimoni cultural català | Three houses in carrer Barcelona (Castellterçol) | Modifica les dades a Wikidata |
|        | Llinda de Can Carreras                                 | Castellterçol | casa         | Estil: arquitectura popular                 | 41° 44′ 59″ N, 2° 06′ 55″ E / 41.749847°N,2.115394°E | bé integrant del patrimoni cultural català | Llinda de Can Carreras                           | Modifica les dades a Wikidata |
|        | Torre a la carretera de Granera, 119                   | Castellterçol | casa         | Estil: noucentisme                          | 41° 44′ 56″ N, 2° 06′ 53″ E / 41.748942°N,2.114744°E | bé integrant del patrimoni cultural català |                                                  | Modifica les dades a Wikidata |
|        | Torre a la carretera de Granera, 70-82                 | Castellterçol | casa         | Estil: noucentisme                          | 41° 45′ 00″ N, 2° 07′ 01″ E / 41.750072°N,2.11702°E | bé integrant del patrimoni cultural català | Carretera de Granera 70-82 (Castellterçol)       | Modifica les dades a Wikidata |
|        | Torre dels Deus                                        | Castellterçol | casa         | Estil: arquitectura modernista 20th century | 41° 45′ 01″ N, 2° 07′ 23″ E / 41.750277777778°N,2.1230555555556°E 41° 45′ 01″ N, 2° 07′ 23″ E / 41.750204°N,2.123158°E ca:Carrer Barcelona, 66 - ctra. Granera, 2-12 | bé integrant del patrimoni cultural català | Torre dels Deus                                  | Modifica les dades a Wikidata |
|        | Villa Orozco                                           | Castellterçol | casa         | Estil: noucentisme 20th century             | 41° 45′ 08″ N, 2° 07′ 16″ E / 41.75234°N,2.120988°E ca:Plça. de Jaume Carrera i Pujal, 6.                                                                            | bé integrant del patrimoni cultural català | Villa Orozco                                     | Modifica les dades a Wikidata |
|        | can Jordà                                              | Castellterçol | casa         | Estil: arquitectura eclèctica 20th century  | 41° 45′ 06″ N, 2° 07′ 13″ E / 41.751722°N,2.120323°E ca:Pl. del Dr. Fargas, 1 728 msnm                                                                               | bé integrant del patrimoni cultural català | Can Jordà (Castellterçol)                        | Modifica les dades a Wikidata |
|        | can Padrós                                             | Castellterçol | casa         | Estil: arquitectura popular 17th century    | 41° 45′ 01″ N, 2° 07′ 00″ E / 41.750145°N,2.116628°E ca:C. Sant Francesc, 6 727 msnm                                                                                 | bé integrant del patrimoni cultural català | Can Padrós (Castellterçol)                       | Modifica les dades a Wikidata |
|        | can Vilanova                                           | Castellterçol | casa         | Estil: arquitectura popular 18th century    | 41° 45′ 04″ N, 2° 07′ 04″ E / 41.751172°N,2.117877°E ca:C. Sant Llogari, 12 725 msnm                                                                                 | bé integrant del patrimoni cultural català | Can Vilanova (Castellterçol)                     | Modifica les dades a Wikidata |
|        | casa Oller                                             | Castellterçol | casa         | Estil: arquitectura modernista 20th century | 41° 45′ 02″ N, 2° 07′ 09″ E / 41.750555555556°N,2.1191666666667°E ca:Avinguda Ramon Albó, 21 720 msnm                                                                | bé integrant del patrimoni cultural català | Casa Oller (Castellterçol)                       | Modifica les dades a Wikidata |
|        | cases a la carretera de Granera, 18-24                 | Castellterçol | casa         | Estil: noucentisme                          | 41° 44′ 59″ N, 2° 07′ 20″ E / 41.749747°N,2.122287°E | bé integrant del patrimoni cultural català | Carretera de Granera 18-24 (Castellterçol)       | Modifica les dades a Wikidata |
|        | habitatge al carrer Barcelona, 38-44                   | Castellterçol | casa         | Estil: arquitectura eclèctica               | 41° 45′ 03″ N, 2° 07′ 19″ E / 41.750852°N,2.121959°E | bé integrant del patrimoni cultural català | Carrer Barcelona 38-44 (Castellterçol)           | Modifica les dades a Wikidata |
|        | habitatge al carrer Hospital, 4                        | Castellterçol | casa         | Estil: arquitectura popular                 | 41° 45′ 09″ N, 2° 07′ 14″ E / 41.7525°N,2.120673°E | bé integrant del patrimoni cultural català | Carrer Hospital 4 (Castellterçol)                | Modifica les dades a Wikidata |
|        | habitatge al carrer Josep Gallés, 22                   | Castellterçol | casa         | Estil: arquitectura popular                 | 41° 45′ 12″ N, 2° 07′ 15″ E / 41.753347°N,2.120806°E | bé integrant del patrimoni cultural català | Carrer Josep Gallés 22 (Castellterçol)           | Modifica les dades a Wikidata |
|        | habitatge al carrer Sant Llogari, 13                   | Castellterçol | casa         | Estil: arquitectura popular                 | 41° 45′ 04″ N, 2° 07′ 04″ E / 41.751055°N,2.117795°E | bé integrant del patrimoni cultural català | Carrer Sant Llogari 13 (Castellterçol)           | Modifica les dades a Wikidata |
|        | habitatge al carrer Sant Llogari, 65                   | Castellterçol | casa         |                                             | 41° 45′ 00″ N, 2° 06′ 57″ E / 41.749986°N,2.115825°E | bé integrant del patrimoni cultural català | Carrer Sant Llogari 65 (Castellterçol)           | Modifica les dades a Wikidata |
|        | habitatge al carrer de Baix, 13                        | Castellterçol | casa         | Estil: arquitectura popular                 | 41° 45′ 07″ N, 2° 07′ 13″ E / 41.752003°N,2.120181°E |                                            |                                                  | Modifica les dades a Wikidata |
|        | habitatge al carrer de Baix, 39                        | Castellterçol | casa         | Estil: arquitectura popular                 | 41° 45′ 06″ N, 2° 07′ 08″ E / 41.75164°N,2.119013°E | bé integrant del patrimoni cultural català | Carrer de Baix 39 (Castellterçol)                | Modifica les dades a Wikidata |
|        | habitatge al carrer de Baix, 46                        | Castellterçol | casa         | Estil: arquitectura popular                 | 41° 45′ 06″ N, 2° 07′ 09″ E / 41.751741°N,2.11918°E | bé integrant del patrimoni cultural català | Carrer de Baix 46 (Castellterçol)                | Modifica les dades a Wikidata |
|        | habitatge al carrer del Nord, 8-10                     | Castellterçol | casa         | Estil: arquitectura popular                 | 41° 45′ 07″ N, 2° 07′ 06″ E / 41.751879°N,2.118445°E | bé integrant del patrimoni cultural català | Carrer del Nord 8-10 (Castellterçol)             | Modifica les dades a Wikidata |

## castell
| imatge | Nom                         | Ubicat a      | instància de             | Detalls                     | coordenades                                                          | Protecció                                            | Commons (més fotos)                         | Dades a WD                    |
| ------ | --------------------------- | ------------- | ------------------------ | --------------------------- | -------------------------------------------------------------------- | ---------------------------------------------------- | ------------------------------------------- | ----------------------------- |
|        | Castell de Castellterçol    | Castellterçol | castell edifici històric |                             | 41° 44′ 42″ N, 2° 07′ 13″ E / 41.745°N,2.12028°E 715.4 msnm          | bé d'interès cultural bé cultural d'interès nacional | Castell de Castellterçol                    | Modifica les dades a Wikidata |
|        | Palau dels Marquesos d'Alòs | Castellterçol | castell                  | Estil: arquitectura barroca | 41° 45′ 07″ N, 2° 07′ 16″ E / 41.752043°N,2.121029°E ca:Barcelona, 2 | bé integrant del patrimoni cultural català           | Palau dels Marquesos d'Alòs (Castellterçol) | Modifica les dades a Wikidata |

## collada
| imatge | Nom                     | Ubicat a                                      | instància de | Detalls | coordenades                                                       | Protecció | Commons (més fotos)  | Dades a WD                    |
| ------ | ----------------------- | --------------------------------------------- | ------------ | ------- | ----------------------------------------------------------------- | --------- | -------------------- | ----------------------------- |
|        | Coll Roig               | Granera Castellterçol                         | collada      |         | 41° 44′ 01″ N, 2° 05′ 58″ E / 41.7335°N,2.09937°E 798.9 msnm      |           |                      | Modifica les dades a Wikidata |
|        | Coll de Sant Llogari    | Castellcir Castellterçol Monistrol de Calders | collada      |         | 41° 45′ 39″ N, 2° 03′ 15″ E / 41.7608°N,2.05407°E 623 msnm        |           | Coll de Sant Llogari | Modifica les dades a Wikidata |
|        | Collet de Matafaluga    | Castellterçol                                 | collada      |         | 41° 43′ 22″ N, 2° 06′ 45″ E / 41.722777777778°N,2.1124444444444°E |           |                      | Modifica les dades a Wikidata |
|        | Collet de Puigcastellar | Castellterçol                                 | collada      |         | 41° 43′ 38″ N, 2° 07′ 34″ E / 41.7272°N,2.12624°E 814.9 msnm      |           |                      | Modifica les dades a Wikidata |

## curs d'aigua
| imatge | Nom                         | Ubicat a                         | instància de | Detalls                                                                | coordenades                                                                                               | Protecció | Commons (més fotos)                   | Dades a WD                    |
| ------ | --------------------------- | -------------------------------- | ------------ | ---------------------------------------------------------------------- | --- | --------- | ------------------------------------- | ----------------------------- |
|        | Torrent Mal                 | Castellcir Castellterçol Moià    | curs d'aigua | Desemboca: torrent de la Fàbrega Llarg: 6km                            | 41° 48′ 06″ N, 2° 08′ 51″ E / 41.801616°N,2.147499°E 41° 46′ 14″ N, 2° 06′ 43″ E / 41.770423°N,2.112041°E |           | Torrent Mal (Moià)                    | Modifica les dades a Wikidata |
|        | Xaragall del Saiol          | Castellterçol                    | curs d'aigua | Desemboca: torrent de la Fàbrega Llarg: 1.5km                          | 41° 46′ 10″ N, 2° 05′ 19″ E / 41.7695°N,2.08859°E                                                         |           |                                       | Modifica les dades a Wikidata |
|        | riera de Fontscalents       | Castellcir Castellterçol         | curs d'aigua | Desemboca: torrent de la Fàbrega Llarg: 2.7km                          | 41° 46′ 26″ N, 2° 08′ 18″ E / 41.77378°N,2.138218°E 41° 45′ 48″ N, 2° 07′ 03″ E / 41.763351°N,2.117573°E  |           | Riera de Fontscalents                 | Modifica les dades a Wikidata |
|        | riera de Sant Quirze        | Castellterçol Sant Quirze Safaja | curs d'aigua | Desemboca: el Tenes Llarg: 4km                                         | 41° 43′ 41″ N, 2° 09′ 10″ E / 41.728°N,2.15268°E                                                          |           |                                       | Modifica les dades a Wikidata |
|        | riera de la Sala            | Castellterçol                    | curs d'aigua | Desemboca: riera de Sant Joan Llarg: 2.7km                             | 41° 45′ 11″ N, 2° 03′ 02″ E / 41.7531°N,2.05052°E                                                         |           |                                       | Modifica les dades a Wikidata |
|        | riera del Marcet            | Castellterçol                    | curs d'aigua | Travessa: Castellterçol Granera Desemboca: riera de la Sala Llarg: 5km | 41° 45′ 25″ N, 2° 04′ 05″ E / 41.757°N,2.06799°E                                                          |           |                                       | Modifica les dades a Wikidata |
|        | torrent de la Font d'Úixols | Granera Castellterçol            | curs d'aigua | Desemboca: torrent del Pererol Llarg: 1km                              | 41° 43′ 27″ N, 2° 06′ 36″ E / 41.7242°N,2.11009°E                                                         |           |                                       | Modifica les dades a Wikidata |
|        | torrent de la Fàbrega       | Castellcir Castellterçol         | curs d'aigua | Desemboca: riera de Marfà Llarg: 4km                                   | 41° 46′ 40″ N, 2° 06′ 18″ E / 41.777819°N,2.104984°E 41° 47′ 02″ N, 2° 04′ 45″ E / 41.784019°N,2.079085°E |           | Torrent de la Fàbrega (Castellterçol) | Modifica les dades a Wikidata |
|        | torrent de la Vall Jussana  | Castellcir Castellterçol         | curs d'aigua | Desemboca: torrent de Cerverisses Llarg: 2.9km                         | 41° 45′ 41″ N, 2° 08′ 44″ E / 41.761523°N,2.145531°E 41° 44′ 34″ N, 2° 08′ 38″ E / 41.742903°N,2.143974°E |           | Torrent de la Vall Jussana            | Modifica les dades a Wikidata |
|        | torrent del Gironès         | Castellterçol                    | curs d'aigua | Desemboca: torrent de la Fàbrega Llarg: 1.5km                          | 41° 46′ 32″ N, 2° 05′ 30″ E / 41.7755°N,2.09156°E                                                         |           |                                       | Modifica les dades a Wikidata |
|        | torrent del Solà del Sot    | Castellterçol                    | curs d'aigua | Desemboca: torrent del Pererol Llarg: 2.5km                            | 41° 43′ 10″ N, 2° 05′ 53″ E / 41.719511°N,2.097979°E 41° 44′ 19″ N, 2° 06′ 22″ E / 41.73867°N,2.106195°E  |           |                                       | Modifica les dades a Wikidata |

## dolmen
| imatge | Nom                  | Ubicat a      | instància de | Detalls | coordenades                                                   | Protecció                                  | Commons (més fotos) | Dades a WD                    |
| ------ | -------------------- | ------------- | ------------ | ------- | ------------------------------------------------------------- | ------------------------------------------ | ------------------- | ----------------------------- |
|        | Dolmen del Mas Clamí | Castellterçol | dolmen       |         | 41° 45′ 44″ N, 2° 05′ 41″ E / 41.76222222°N,2.094722222°E     |                                            |                     | Modifica les dades a Wikidata |
|        | dolmen del Gavatx    | Castellterçol | dolmen       |         | 41° 44′ 34″ N, 2° 06′ 36″ E / 41.742722°N,2.110107°E 736 msnm | bé integrant del patrimoni cultural català | Dolmen del Gavatx   | Modifica les dades a Wikidata |

## edifici
| imatge | Nom                            | Ubicat a      | instància de       | Detalls                                                                              | coordenades                                                                                                | Protecció                                            | Commons (més fotos)                          | Dades a WD                    |
| ------ | ------------------------------ | ------------- | ------------------ | ------------------------------------------------------------------------------------ | --- | ---------------------------------------------------- | -------------------------------------------- | ----------------------------- |
|        | Can Rius                       | Castellterçol | edifici            | Estil: arquitectura eclèctica 20th century Estat: enderrocat o destruït              | 41° 45′ 07″ N, 2° 07′ 13″ E / 41.751827°N,2.120299°E ca:C. del Mig 1-3 (enderrocada)                       |                                                      | Can Rius (Castellterçol)                     | Modifica les dades a Wikidata |
|        | Casa-Museu Prat de la Riba     | Castellterçol | edifici casa museu | Estil: arquitectura popular 18th century Anomenat per: Enric Prat de la Riba i Sarrà | 41° 45′ 05″ N, 2° 07′ 10″ E / 41.751438888889°N,2.11945°E                                                  | bé d'interès cultural bé cultural d'interès nacional | Casa Prat de la Riba                         | Modifica les dades a Wikidata |
|        | Convent de les Carmelites      | Castellterçol | edifici            | Estil: arquitectura neoclàssica 19th century                                         | 41° 44′ 58″ N, 2° 07′ 14″ E / 41.749509°N,2.120642°E ca:Pl. de Brugueroles - ctra. Granera, 41-43 716 msnm | bé integrant del patrimoni cultural català           | Convent de les Carmelites (Castellterçol)    | Modifica les dades a Wikidata |
|        | Fàbrica Nova                   | Castellterçol | edifici            | Estil: arquitectura popular                                                          | 41° 44′ 59″ N, 2° 07′ 23″ E / 41.749611°N,2.123022°E                                                       |                                                      |                                              | Modifica les dades a Wikidata |
|        | Grup Escolar Ramon Albó        | Castellterçol | edifici            | Arquitecte: Lluís Bonet i Garí Estil: noucentisme                                    | 41° 44′ 58″ N, 2° 07′ 14″ E / 41.749509°N,2.120642°E ca:Plaça dels Estudis, 6-8                            | bé integrant del patrimoni cultural català           | Grup Escolar Ramon Albó (Castellterçol)      | Modifica les dades a Wikidata |
|        | Nau industrial Roger           | Castellterçol | edifici            | Estil: arquitectura popular 1915                                                     | 41° 45′ 14″ N, 2° 07′ 14″ E / 41.753994°N,2.120545°E ca:C. de Josep Gallés, 39-49.                         | bé integrant del patrimoni cultural català           | Nau industrial Roger                         | Modifica les dades a Wikidata |
|        | Nau industrial de Can Baixeras | Castellterçol | edifici            | Estil: arquitectura popular                                                          | 41° 45′ 02″ N, 2° 07′ 01″ E / 41.750424°N,2.116865°E                                                       |                                                      |                                              | Modifica les dades a Wikidata |
|        | Nau industrial de Can Codina   | Castellterçol | edifici            | Estil: arquitectura popular                                                          | 41° 44′ 59″ N, 2° 07′ 17″ E / 41.749643°N,2.121374°E ca:Ctra. Granera, 31.                                 | bé integrant del patrimoni cultural català           | Nau industrial de Can Codina                 | Modifica les dades a Wikidata |
|        | Nau industrial de Can Dugenie  | Castellterçol | edifici            | Estil: arquitectura popular 20th century                                             | 41° 45′ 00″ N, 2° 07′ 18″ E / 41.749902°N,2.121623°E ca:Ctra. de Granera, 28-30                            | bé integrant del patrimoni cultural català           | Nau industrial de Can Dugenie                | Modifica les dades a Wikidata |
|        | Rentador de llana del Roquer   | Castellterçol | edifici            | Estil: arquitectura popular                                                          | 41° 45′ 44″ N, 2° 07′ 17″ E / 41.76229620232464°N,2.1214576518810557°E                                     |                                                      | Rentador de llana del Roquer (Castellterçol) | Modifica les dades a Wikidata |

## escut d'armes
| imatge | Nom                                                 | Ubicat a      | instància de                        | Detalls                                  | coordenades                                                                             | Protecció                                            | Commons (més fotos)                                 | Dades a WD                    |
| ------ | --------------------------------------------------- | ------------- | ----------------------------------- | ---------------------------------------- | --------------------------------------------------------------------------------------- | ---------------------------------------------------- | --------------------------------------------------- | ----------------------------- |
|        | Escut dels Taiadella al Palau dels Marquesos d'Alòs | Castellterçol | escut d'armes element arquitectònic | Estil: arquitectura barroca 17th century | 41° 45′ 07″ N, 2° 07′ 16″ E / 41.752043°N,2.121029°E ca:C. de Barcelona, 2. 724 msnm    | bé d'interès cultural bé cultural d'interès nacional | Escut dels Taiadella al Palau dels Marquesos d'Alòs | Modifica les dades a Wikidata |
|        | escut de la capella de Sant Gaietà                  | Castellterçol | escut d'armes element arquitectònic | Estil: arquitectura popular 17th century | 41° 45′ 54″ N, 2° 06′ 44″ E / 41.765089°N,2.112225°E ca:Capella de Sant Gaietà 557 msnm | bé d'interès cultural bé cultural d'interès nacional | Escut de la capella de Sant Gaietà                  | Modifica les dades a Wikidata |

## església
| imatge | Nom                                    | Ubicat a      | instància de | Detalls                                           | coordenades                                                                        | Protecció                                  | Commons (més fotos)                     | Dades a WD                    |
| ------ | -------------------------------------- | ------------- | ------------ | ------------------------------------------------- | ---------------------------------------------------------------------------------- | ------------------------------------------ | --------------------------------------- | ----------------------------- |
|        | Sant Bru de l'Oller                    | Castellterçol | església     |                                                   | 41° 45′ 36″ N, 2° 06′ 53″ E / 41.7599°N,2.11475°E 668.1 msnm                       |                                            |                                         | Modifica les dades a Wikidata |
|        | Sant Crist de Castellterçol            | Castellterçol | església     |                                                   | 41° 45′ 02″ N, 2° 06′ 54″ E / 41.75059778°N,2.11493611°E 729.2 msnm                |                                            |                                         | Modifica les dades a Wikidata |
|        | Sant Francesc d'Assís de Castellterçol | Castellterçol | església     | Estil: historicisme arquitectònic                 | 41° 45′ 00″ N, 2° 07′ 00″ E / 41.7501°N,2.11676°E 727.2 msnm                       | bé integrant del patrimoni cultural català | Sant Francesc d'Assís de Castellterçol  | Modifica les dades a Wikidata |
|        | Sant Fruitós de Castellterçol          | Castellterçol | església     | Estil: arquitectura barroca                       | 41° 45′ 06″ N, 2° 07′ 16″ E / 41.75171917°N,2.12109167°E 726.9 msnm                | bé integrant del patrimoni cultural català | Sant Fruitós de Castellterçol           | Modifica les dades a Wikidata |
|        | Sant Gaietà de la Ginebreda            | Castellterçol | església     | Estil: arquitectura popular 19th century          | 41° 45′ 54″ N, 2° 06′ 44″ E / 41.765°N,2.11219°E ca:Mas de la Ginebreda 656.5 msnm | bé integrant del patrimoni cultural català | Sant Gaietà de la Ginebreda             | Modifica les dades a Wikidata |
|        | Sant Julià d'Úixols                    | Castellterçol | església     | Estil: arquitectura popular arquitectura romànica | 41° 43′ 28″ N, 2° 06′ 47″ E / 41.72439722°N,2.11318611°E 894 msnm                  | bé integrant del patrimoni cultural català | Sant Julià d'Úixols                     | Modifica les dades a Wikidata |
|        | Sant Llogari de Castellet              | Castellterçol | església     | Estil: arquitectura popular                       | 41° 45′ 19″ N, 2° 03′ 16″ E / 41.7553°N,2.05445°E 565 msnm                         | bé integrant del patrimoni cultural català | Sant Llogari de la Sala                 | Modifica les dades a Wikidata |
|        | Sant Miquel del Castell                | Castellterçol | església     |                                                   | 41° 44′ 41″ N, 2° 07′ 13″ E / 41.7446°N,2.12026°E 701 msnm                         |                                            | Sant Miquel del Castell (Castellterçol) | Modifica les dades a Wikidata |
|        | la Puríssima de Castellterçol          | Castellterçol | església     |                                                   | 41° 45′ 00″ N, 2° 07′ 12″ E / 41.74995278°N,2.120075°E 715.2 msnm                  |                                            |                                         | Modifica les dades a Wikidata |

## font
| imatge | Nom                   | Ubicat a      | instància de | Detalls                                  | coordenades                                                                            | Protecció                                  | Commons (més fotos)  | Dades a WD                    |
| ------ | --------------------- | ------------- | ------------ | ---------------------------------------- | -------------------------------------------------------------------------------------- | ------------------------------------------ | -------------------- | ----------------------------- |
|        | font                  | Castellterçol | font         | Estil: arquitectura popular 19th century | 41° 45′ 01″ N, 2° 07′ 26″ E / 41.750273°N,2.123951°E ca:C. Cebrià Calvet, 2-8 710 msnm | bé integrant del patrimoni cultural català | Font (Castellterçol) | Modifica les dades a Wikidata |
|        | font de Puigcastellar | Castellterçol | font         |                                          | 41° 43′ 18″ N, 2° 07′ 34″ E / 41.7217°N,2.12616°E 842 msnm                             |                                            |                      | Modifica les dades a Wikidata |
|        | font de l'Arç         | Castellterçol | font         | Estil: arquitectura popular 20th century | 41° 44′ 12″ N, 2° 08′ 08″ E / 41.7367536773024°N,2.13552978020127°E ca:La Noguera      |                                            |                      | Modifica les dades a Wikidata |
|        | font de la Blada      | Castellterçol | font         |                                          | 41° 46′ 05″ N, 2° 06′ 18″ E / 41.767942370852°N,2.1049789319445°E                      |                                            |                      | Modifica les dades a Wikidata |
|        | font de la Guineu     | Castellterçol | font         |                                          | 41° 44′ 12″ N, 2° 07′ 33″ E / 41.7365791547598°N,2.12585700652003°E                    |                                            |                      | Modifica les dades a Wikidata |
|        | font de la Vinyota    | Castellterçol | font         | 20th century                             | 41° 45′ 48″ N, 2° 07′ 49″ E / 41.76345278°N,2.13023056°E ca:Esplugues                  |                                            |                      | Modifica les dades a Wikidata |

## granja
| imatge | Nom                | Ubicat a      | instància de | Detalls | coordenades                                                         | Protecció | Commons (més fotos) | Dades a WD                    |
| ------ | ------------------ | ------------- | ------------ | ------- | ------------------------------------------------------------------- | --------- | ------------------- | ----------------------------- |
|        | Granja d'Esplugues | Castellterçol | granja       |         | 41° 44′ 58″ N, 2° 07′ 48″ E / 41.7494487354549°N,2.13012751137924°E |           |                     | Modifica les dades a Wikidata |
|        | les Granges        | Castellterçol | granja       |         | 41° 44′ 59″ N, 2° 08′ 13″ E / 41.7496085033853°N,2.13698104634796°E |           |                     | Modifica les dades a Wikidata |

## indret
| imatge | Nom                    | Ubicat a                                      | instància de | Detalls | coordenades                                                       | Protecció | Commons (més fotos) | Dades a WD                    |
| ------ | ---------------------- | --------------------------------------------- | ------------ | ------- | ----------------------------------------------------------------- | --------- | ------------------- | ----------------------------- |
|        | Camps de la Baga Fosca | Castellterçol                                 | indret       |         | 41° 45′ 32″ N, 2° 07′ 59″ E / 41.75895278°N,2.13295556°E 720 msnm |           |                     | Modifica les dades a Wikidata |
|        | El Revolt Gran         | Castellterçol                                 | indret       |         | 41° 46′ 08″ N, 2° 05′ 36″ E / 41.7688°N,2.09327°E                 |           |                     | Modifica les dades a Wikidata |
|        | El Sot dels Arços      | Castellterçol                                 | indret       |         | 41° 46′ 08″ N, 2° 07′ 41″ E / 41.7689°N,2.1281°E 685 msnm         |           |                     | Modifica les dades a Wikidata |
|        | La Bassola de la Vall  | Castellterçol                                 | indret       |         | 41° 45′ 00″ N, 2° 08′ 08″ E / 41.75011583°N,2.13565472°E          |           |                     | Modifica les dades a Wikidata |
|        | La Font Canaleta       | Castellterçol                                 | indret       |         | 41° 44′ 53″ N, 2° 04′ 37″ E / 41.748°N,2.077°E                    |           |                     | Modifica les dades a Wikidata |
|        | La Sesta               | Castellterçol                                 | indret       |         | 41° 43′ 12″ N, 2° 07′ 23″ E / 41.71989722°N,2.123175°E            |           |                     | Modifica les dades a Wikidata |
|        | La Vinyota             | Castellterçol                                 | indret       |         | 41° 45′ 51″ N, 2° 07′ 44″ E / 41.7641°N,2.12876°E                 |           |                     | Modifica les dades a Wikidata |
|        | Les Planes             | Castellterçol                                 | indret       |         | 41° 43′ 09″ N, 2° 07′ 33″ E / 41.7191°N,2.12592°E 880 msnm        |           |                     | Modifica les dades a Wikidata |
|        | Les Sorreres           | Castellterçol                                 | indret       |         | 41° 43′ 33″ N, 2° 05′ 53″ E / 41.72593333°N,2.09806389°E          |           |                     | Modifica les dades a Wikidata |
|        | Quintana del Gironès   | Castellterçol                                 | indret       |         | 41° 46′ 24″ N, 2° 05′ 34″ E / 41.7732°N,2.09284°E 635 msnm        |           |                     | Modifica les dades a Wikidata |
|        | Rompuda de la Vall     | Castellcir Castellterçol                      | indret       |         | 41° 45′ 38″ N, 2° 08′ 08″ E / 41.7606°N,2.13561°E                 |           |                     | Modifica les dades a Wikidata |
|        | Rompuda del Gironès    | Castellterçol                                 | indret       |         | 41° 46′ 32″ N, 2° 05′ 59″ E / 41.7755°N,2.09969°E 645 msnm        |           |                     | Modifica les dades a Wikidata |
|        | Roques de Sant Llogari | Castellcir Monistrol de Calders Castellterçol | indret       |         | 41° 45′ 40″ N, 2° 03′ 14″ E / 41.761222°N,2.0538°E                |           |                     | Modifica les dades a Wikidata |
|        | Solella de la Noguera  | Castellterçol                                 | indret       |         | 41° 44′ 05″ N, 2° 08′ 18″ E / 41.73461°N,2.138462°E               |           |                     | Modifica les dades a Wikidata |

## masia
| imatge | Nom                     | Ubicat a      | instància de | Detalls                                   | coordenades | Protecció                                  | Commons (més fotos)          | Dades a WD                    |
| ------ | ----------------------- | ------------- | ------------ | ----------------------------------------- | --- | ------------------------------------------ | ---------------------------- | ----------------------------- |
|        | Brugueroles             | Castellterçol | masia        |                                           | 41° 44′ 46″ N, 2° 08′ 11″ E / 41.746175°N,2.1364°E 732 msnm                                                                               |                                            | Brugueroles (Castellterçol)  | Modifica les dades a Wikidata |
|        | Ca la Rosa              | Castellterçol | masia        | 18th century Estat: ruïnós                | 41° 45′ 52″ N, 2° 04′ 39″ E / 41.76441111°N,2.07754722°E ca:Vilanova 689 msnm                                                             |                                            | Ca la Rosa (Castellterçol)   | Modifica les dades a Wikidata |
|        | Cal Baldiri             | Castellterçol | masia        | 18th century Estat: ruïnós                | 41° 45′ 29″ N, 2° 05′ 03″ E / 41.75816111°N,2.08416389°E ca:Vilanova 663 msnm                                                             |                                            | Cal Baldiri (Castellterçol)  | Modifica les dades a Wikidata |
|        | Cal Murri               | Castellterçol | masia        |                                           | 41° 45′ 42″ N, 2° 07′ 33″ E / 41.7618°N,2.12574°E 651.3 msnm                                                                              |                                            |                              | Modifica les dades a Wikidata |
|        | Cal Pere Anton          | Castellterçol | masia        |                                           | 41° 44′ 41″ N, 2° 07′ 24″ E / 41.7447°N,2.12324°E 680.5 msnm                                                                              |                                            |                              | Modifica les dades a Wikidata |
|        | Cal Sec                 | Castellterçol | masia        | 18th century Estat: ruïnós                | 41° 45′ 49″ N, 2° 04′ 45″ E / 41.76358056°N,2.07919167°E ca:Vilanova 689 msnm                                                             |                                            | Cal Sec (Castellterçol)      | Modifica les dades a Wikidata |
|        | Can Fruns               | Castellterçol | masia        |                                           | 41° 45′ 00″ N, 2° 07′ 27″ E / 41.7498989323479°N,2.12417980800426°E                                                                       |                                            | Can Fruns (Castellterçol)    | Modifica les dades a Wikidata |
|        | Can Revitllat           | Castellterçol | masia        |                                           | 41° 44′ 31″ N, 2° 07′ 32″ E / 41.742°N,2.12554°E 690.7 msnm                                                                               |                                            |                              | Modifica les dades a Wikidata |
|        | Colltrencat             | Castellterçol | masia        |                                           | 41° 46′ 07″ N, 2° 05′ 09″ E / 41.768691387621°N,2.0857189764741°E                                                                         |                                            |                              | Modifica les dades a Wikidata |
|        | Mas Clamí               | Castellterçol | masia        | 18th century                              | 41° 45′ 50″ N, 2° 06′ 02″ E / 41.7638938722741°N,2.10062687450972°E ca:Collet del mas Clamí                                               |                                            |                              | Modifica les dades a Wikidata |
|        | Masia a Puig Oriol 1    | Castellterçol | masia        | Estil: arquitectura popular 17th century  | 41° 44′ 46″ N, 2° 07′ 00″ E / 41.746083°N,2.116681°E ca:Puig Oriol                                                                        | bé integrant del patrimoni cultural català |                              | Modifica les dades a Wikidata |
|        | Masia a Puig Oriol 2    | Castellterçol | masia        | Estil: arquitectura popular 18th century  | 41° 44′ 46″ N, 2° 07′ 01″ E / 41.745973°N,2.116941°E ca:Puig Oriol                                                                        | bé integrant del patrimoni cultural català |                              | Modifica les dades a Wikidata |
|        | Pla Gaià                | Castellterçol | masia        |                                           | 41° 44′ 29″ N, 2° 06′ 07″ E / 41.741425°N,2.10191278°E 822 msnm                                                                           |                                            |                              | Modifica les dades a Wikidata |
|        | Puigcastellar           | Castellterçol | masia        | 18th century                              | 41° 43′ 37″ N, 2° 07′ 30″ E / 41.727°N,2.12509°E 824 msnm                                                                                 |                                            |                              | Modifica les dades a Wikidata |
|        | Vila-rúbia              | Castellterçol | masia        |                                           | 41° 44′ 56″ N, 2° 03′ 28″ E / 41.74881111°N,2.05775278°E 707.3 msnm                                                                       |                                            |                              | Modifica les dades a Wikidata |
|        | Vilanova                | Castellterçol | masia        |                                           | 41° 45′ 34″ N, 2° 04′ 43″ E / 41.759317°N,2.0786°E ca:La Serreta (Vilanova) 669 msnm                                                      |                                            | Vilanova (Castellterçol)     | Modifica les dades a Wikidata |
|        | el Castellet            | Castellterçol | masia        |                                           | 41° 45′ 20″ N, 2° 03′ 38″ E / 41.7554669847551°N,2.06055697193932°E                                                                       |                                            |                              | Modifica les dades a Wikidata |
|        | el Casuc                | Castellterçol | masia        |                                           | 41° 44′ 46″ N, 2° 07′ 34″ E / 41.74608333°N,2.12611389°E ca:Al sud del nucli urbà de Castellterçol 708.9 msnm                             |                                            |                              | Modifica les dades a Wikidata |
|        | el Criac                | Castellterçol | masia        | 16th century                              | 41° 44′ 41″ N, 2° 05′ 18″ E / 41.7446°N,2.0882°E ca:Horta del Criac 733 msnm                                                              |                                            | El Criac                     | Modifica les dades a Wikidata |
|        | el Gironès              | Castellterçol | masia        | 17th century                              | 41° 46′ 20″ N, 2° 05′ 38″ E / 41.7722°N,2.09393°E 677 msnm                                                                                |                                            |                              | Modifica les dades a Wikidata |
|        | el Munt                 | Castellterçol | masia        | 17th century                              | 41° 44′ 06″ N, 2° 06′ 37″ E / 41.73512556°N,2.110325°E ca:Serrat Llarg del Munt 785.3 msnm                                                |                                            |                              | Modifica les dades a Wikidata |
|        | el Pedrós               | Castellterçol | masia        |                                           | 41° 46′ 06″ N, 2° 04′ 54″ E / 41.76832°N,2.08167°E ca:Quintana del Pedrós 677 msnm                                                        |                                            | El Pedrós (Castellterçol)    | Modifica les dades a Wikidata |
|        | el Pererol              | Castellterçol | masia        | 19th century                              | 41° 43′ 39″ N, 2° 06′ 08″ E / 41.72755°N,2.10229111°E 840 msnm                                                                            |                                            |                              | Modifica les dades a Wikidata |
|        | el Pujolet              | Castellterçol | masia        | 18th century                              | 41° 44′ 51″ N, 2° 06′ 32″ E / 41.7474°N,2.10889°E 802.3 msnm                                                                              |                                            |                              | Modifica les dades a Wikidata |
|        | el Ricard               | Castellterçol | masia        | 18th century                              | 41° 44′ 21″ N, 2° 07′ 10″ E / 41.7391°N,2.11949°E ca:Al sud del terme municipal 765 msnm                                                  |                                            | El Ricard (Castellterçol)    | Modifica les dades a Wikidata |
|        | el Salaverd             | Castellterçol | masia        |                                           | 41° 45′ 15″ N, 2° 07′ 06″ E / 41.7542402383565°N,2.11828701981637°E                                                                       |                                            |                              | Modifica les dades a Wikidata |
|        | el Vilet                | Castellterçol | masia        |                                           | 41° 45′ 13″ N, 2° 05′ 42″ E / 41.75366°N,2.09495°E 726.4 msnm                                                                             |                                            |                              | Modifica les dades a Wikidata |
|        | els Rourets             | Castellterçol | masia        |                                           | 41° 44′ 59″ N, 2° 07′ 38″ E / 41.7497878179993°N,2.1273325392227°E                                                                        |                                            |                              | Modifica les dades a Wikidata |
|        | l'Argemira              | Castellterçol | masia        | 18th century                              | 41° 45′ 11″ N, 2° 05′ 54″ E / 41.75309722°N,2.09835833°E 715.2 msnm                                                                       |                                            |                              | Modifica les dades a Wikidata |
|        | l'Era de les Cases      | Castellterçol | masia        |                                           | 41° 43′ 39″ N, 2° 06′ 08″ E / 41.7276°N,2.10229°E 840 msnm                                                                                |                                            |                              | Modifica les dades a Wikidata |
|        | l'Horta                 | Castellterçol | masia        | Estil: arquitectura popular               | 41° 44′ 43″ N, 2° 07′ 49″ E / 41.7454°N,2.13037°E 675 msnm                                                                                | bé integrant del patrimoni cultural català |                              | Modifica les dades a Wikidata |
|        | l'Oller                 | Castellterçol | masia        | Estil: arquitectura popular               | 41° 45′ 35″ N, 2° 06′ 53″ E / 41.7597°N,2.11473°E ca:Camps de les Costes de l'Oller 668.1 msnm                                            | bé integrant del patrimoni cultural català |                              | Modifica les dades a Wikidata |
|        | l'Olleret               | Castellterçol | masia        | 18th century                              | 41° 44′ 57″ N, 2° 03′ 05″ E / 41.74924167°N,2.05147667°E ca:Serra de l'Olleret 682.5 msnm                                                 |                                            |                              | Modifica les dades a Wikidata |
|        | la Balofrena            | Castellterçol | masia        | 19th century                              | 41° 44′ 29″ N, 2° 06′ 52″ E / 41.7415°N,2.11457°E ca:El Munt 785 msnm                                                                     |                                            |                              | Modifica les dades a Wikidata |
|        | la Casa Nova de la Vall | Castellterçol | masia        |                                           | 41° 45′ 26″ N, 2° 08′ 23″ E / 41.7572°N,2.13959°E 756.6 msnm                                                                              |                                            |                              | Modifica les dades a Wikidata |
|        | la Codina               | Castellterçol | masia        |                                           | 41° 45′ 23″ N, 2° 06′ 02″ E / 41.7565°N,2.10051°E 708.8 msnm                                                                              |                                            |                              | Modifica les dades a Wikidata |
|        | la Fàbrega              | Castellterçol | masia        |                                           | 41° 46′ 37″ N, 2° 06′ 24″ E / 41.777°N,2.10662°E ca:Ctra. C-59, km 35. 613.4 msnm                                                         |                                            |                              | Modifica les dades a Wikidata |
|        | la Ginebreda            | Castellterçol | masia        | Estil: arquitectura popular 17th century  | 41° 45′ 55″ N, 2° 06′ 35″ E / 41.76528889°N,2.10958611°E ca:Al nord de Castellterçol 688 msnm                                             | bé integrant del patrimoni cultural català | La Ginebreda (Castellterçol) | Modifica les dades a Wikidata |
|        | la Miranda              | Castellterçol | masia        |                                           | 41° 45′ 43″ N, 2° 06′ 20″ E / 41.7620491028902°N,2.10545254383338°E                                                                       |                                            |                              | Modifica les dades a Wikidata |
|        | la Noguera              | Castellterçol | masia        | Estil: arquitectura popular 16th century  | 41° 44′ 19″ N, 2° 07′ 58″ E / 41.73859167°N,2.13264444°E ca:Ctra. C-59, km, 29,5                                                          | bé integrant del patrimoni cultural català | La Noguera (Castellterçol)   | Modifica les dades a Wikidata |
|        | la Sala de Sant Llogari | Castellterçol | masia        | Estil: arquitectura popular Estat: ruïnós | 41° 45′ 18″ N, 2° 03′ 15″ E / 41.755088°N,2.054193°E ca:Sant Llogari de Castellet 569 msnm                                                | bé integrant del patrimoni cultural català | La Sala de Sant Llogari      | Modifica les dades a Wikidata |
|        | la Serradora            | Castellterçol | masia        | Estil: arquitectura popular 16th century  | 41° 46′ 20″ N, 2° 07′ 25″ E / 41.7721°N,2.12373°E ca:Al nord-est de Castellterçol 684.9 msnm                                              | bé integrant del patrimoni cultural català |                              | Modifica les dades a Wikidata |
|        | la Teuleria             | Castellterçol | masia        |                                           | 41° 43′ 55″ N, 2° 08′ 14″ E / 41.7319°N,2.13726°E 675 msnm                                                                                |                                            |                              | Modifica les dades a Wikidata |
|        | la Vall                 | Castellterçol | masia        | 16th century                              | 41° 45′ 19″ N, 2° 08′ 27″ E / 41.75534722°N,2.14083333°E 757.7 msnm                                                                       |                                            |                              | Modifica les dades a Wikidata |
|        | la Vall Jussana         | Castellterçol | masia        |                                           | 41° 45′ 08″ N, 2° 08′ 21″ E / 41.7522°N,2.13916°E 725.8 msnm                                                                              |                                            |                              | Modifica les dades a Wikidata |
|        | les Basses              | Castellterçol | masia        | Estil: arquitectura popular 19th century  | 41° 46′ 37″ N, 2° 07′ 20″ E / 41.7769°N,2.12212°E 658.2 msnm                                                                              |                                            |                              | Modifica les dades a Wikidata |
|        | les Canals              | Castellterçol | masia        | 18th century                              | 41° 46′ 20″ N, 2° 06′ 53″ E / 41.77233056°N,2.114825°E ca:Quintana de les Canals 640.1 msnm                                               |                                            |                              | Modifica les dades a Wikidata |
|        | les Comes               | Castellterçol | masia        |                                           | 41° 45′ 17″ N, 2° 07′ 33″ E / 41.7548°N,2.12573°E ca:Sector central terme, a prop i a llevant de l'extrem nord del nucli vell. 700.9 msnm |                                            |                              | Modifica les dades a Wikidata |
|        | les Pujades             | Castellterçol | masia        | 1702                                      | 41° 42′ 53″ N, 2° 07′ 04″ E / 41.7147°N,2.11773°E 914.6 msnm                                                                              |                                            |                              | Modifica les dades a Wikidata |

## molí d'aigua
| imatge | Nom                | Ubicat a      | instància de | Detalls                     | coordenades                                                                             | Protecció                                  | Commons (més fotos)                | Dades a WD                    |
| ------ | ------------------ | ------------- | ------------ | --------------------------- | --------------------------------------------------------------------------------------- | ------------------------------------------ | ---------------------------------- | ----------------------------- |
|        | El Molí Nou        | Castellterçol | molí d'aigua |                             | 41° 45′ 47″ N, 2° 07′ 06″ E / 41.763°N,2.11842°E 653.1 msnm                             |                                            |                                    | Modifica les dades a Wikidata |
|        | El Molí Xic        | Castellterçol | molí d'aigua |                             | 41° 45′ 51″ N, 2° 07′ 02″ E / 41.76427222°N,2.11732°E 628.5 msnm                        |                                            |                                    | Modifica les dades a Wikidata |
|        | Molí Vell          | Castellterçol | molí d'aigua | Estil: arquitectura popular |                                                                                         | bé integrant del patrimoni cultural català |                                    | Modifica les dades a Wikidata |
|        | Molí de Sant Joan  | Castellterçol | molí d'aigua |                             | 41° 45′ 47″ N, 2° 07′ 06″ E / 41.76303333°N,2.11842361°E ca:Horts del Molí Xic 633 msnm |                                            |                                    | Modifica les dades a Wikidata |
|        | Molí de l'Oller    | Castellterçol | molí d'aigua |                             | 41° 46′ 20″ N, 2° 06′ 39″ E / 41.77235°N,2.110875°E 610.5 msnm                          |                                            |                                    | Modifica les dades a Wikidata |
|        | Molí de la Fàbrega | Castellterçol | molí d'aigua |                             | 41° 46′ 40″ N, 2° 06′ 19″ E / 41.7778°N,2.10532°E ca:Crta. C-59 km.33,5 603 msnm        |                                            | Molí de la Fàbrega (Castellterçol) | Modifica les dades a Wikidata |

## muntanya
| imatge | Nom                  | Ubicat a                                   | instància de | Detalls      | coordenades                                                                                          | Protecció | Commons (més fotos) | Dades a WD                    |
| ------ | -------------------- | ------------------------------------------ | ------------ | ------------ | --- | --------- | ------------------- | ----------------------------- |
|        | Muntanya de la Sala  | Monistrol de Calders Granera Castellterçol | muntanya     |              | 41° 45′ 00″ N, 2° 02′ 44″ E / 41.74988889°N,2.04555°E 665 msnm                                       |           | Muntanya de la Sala | Modifica les dades a Wikidata |
|        | Puig de Rosanes      | Castellterçol                              | muntanya     |              | 41° 44′ 25″ N, 2° 07′ 01″ E / 41.74027778°N,2.117°E 829.6 msnm                                       |           |                     | Modifica les dades a Wikidata |
|        | Puigcastellar        | Castellterçol                              | muntanya     | 18th century | 41° 43′ 40″ N, 2° 07′ 31″ E / 41.72775°N,2.12525°E 836.8 msnm                                        |           |                     | Modifica les dades a Wikidata |
|        | Sang-i-fetge         | Castellcir Castellterçol                   | muntanya     |              | 41° 46′ 11″ N, 2° 04′ 17″ E / 41.76980556°N,2.07125556°E 806 msnm                                    |           |                     | Modifica les dades a Wikidata |
|        | Serrat de les Pedres | Granera Castellterçol                      | muntanya     |              | 41° 43′ 02″ N, 2° 06′ 39″ E / 41.71725°N,2.11083333°E ca:A l'extrem sud del terme municipal 954 msnm |           |                     | Modifica les dades a Wikidata |
|        | Turó de Cisnolla     | Castellterçol Granera                      | muntanya     |              | 41° 44′ 49″ N, 2° 03′ 48″ E / 41.7469°N,2.06338°E 800.6 msnm                                         |           |                     | Modifica les dades a Wikidata |
|        | Turó de Pujalt       | Castellcir Castellterçol                   | muntanya     |              | 41° 46′ 06″ N, 2° 04′ 37″ E / 41.76841583°N,2.07685°E 817 msnm                                       |           |                     | Modifica les dades a Wikidata |
|        | Turó de l'Oriol      | Castellterçol                              | muntanya     |              | 41° 44′ 43″ N, 2° 07′ 02″ E / 41.74535833°N,2.11731306°E 727 msnm                                    |           |                     | Modifica les dades a Wikidata |
|        | Turó del Pei         | Castellterçol                              | muntanya     |              | 41° 44′ 43″ N, 2° 05′ 05″ E / 41.7453°N,2.08464°E 766.5 msnm                                         |           |                     | Modifica les dades a Wikidata |
|        | la Trona             | Granera Castellterçol                      | muntanya     |              | 41° 44′ 44″ N, 2° 03′ 42″ E / 41.74554444°N,2.06152778°E 830.7 msnm                                  |           |                     | Modifica les dades a Wikidata |
|        | la Trona             | Castellcir Castellterçol                   | muntanya     |              | 41° 46′ 07″ N, 2° 03′ 59″ E / 41.7685°N,2.06648°E 735.8 msnm                                         |           |                     | Modifica les dades a Wikidata |

## pont
| imatge | Nom                     | Ubicat a              | instància de           | Detalls                                                          | coordenades                                                                                                  | Protecció | Commons (més fotos) | Dades a WD                    |
| ------ | ----------------------- | --------------------- | ---------------------- | ---------------------------------------------------------------- | --- | --------- | ------------------- | ----------------------------- |
|        | Pont Nou de la Fàbrega  | Castellterçol         | pont pont de carretera | 2007 Travessa: torrent de la Fàbrega Llarg: 110 50m Ample: 10 7m | 41° 46′ 40″ N, 2° 06′ 17″ E / 41.777674°N,2.10484°E 599 msnm                                                 |           |                     | Modifica les dades a Wikidata |
|        | Pont Vell de la Fàbrega | Castellterçol         | pont pont de carretera | Travessa: torrent de la Fàbrega Llarg: 37.5m Llum: 11m           | 41° 46′ 39″ N, 2° 06′ 16″ E / 41.7775333333°N,2.10455277778°E                                                |           |                     | Modifica les dades a Wikidata |
|        | Pont del Marcet         | Granera Castellterçol | pont                   | Hi passa: BV-1245 Estat: bon estat Llarg: 15m Ample: 6m          | 41° 44′ 31″ N, 2° 04′ 44″ E / 41.7419793168614°N,2.07893704055681°E ca:Carretera BV-1245, km. 6,1 627.6 msnm |           |                     | Modifica les dades a Wikidata |

## pou de neu
| imatge | Nom                                          | Ubicat a      | instància de | Detalls                                                  | coordenades                                                     | Protecció                                  | Commons (més fotos)                  | Dades a WD                    |
| ------ | -------------------------------------------- | ------------- | ------------ | -------------------------------------------------------- | --------------------------------------------------------------- | ------------------------------------------ | ------------------------------------ | ----------------------------- |
|        | Pou de glaç 1                                | Castellterçol | pou de neu   | Estil: arquitectura popular                              | 41° 46′ 42″ N, 2° 06′ 01″ E / 41.778336°N,2.100331°E            | bé integrant del patrimoni cultural català |                                      | Modifica les dades a Wikidata |
|        | Pou de glaç 2                                | Castellterçol | pou de neu   | Estil: arquitectura popular                              | 41° 46′ 13″ N, 2° 06′ 42″ E / 41.77036°N,2.111782°E             | bé integrant del patrimoni cultural català |                                      | Modifica les dades a Wikidata |
|        | Pou de glaç 3                                | Castellterçol | pou de neu   | Estil: arquitectura popular                              | 41° 46′ 35″ N, 2° 06′ 23″ E / 41.776254°N,2.106413°E            | bé integrant del patrimoni cultural català |                                      | Modifica les dades a Wikidata |
|        | Pou de glaç de la Font de la Vinyota         | Castellterçol | pou de neu   | Estil: arquitectura popular                              | 41° 45′ 46″ N, 2° 07′ 41″ E / 41.762865°N,2.128093°E            | bé integrant del patrimoni cultural català | Pou de glaç de la Font de la Vinyota | Modifica les dades a Wikidata |
|        | Pou de glaç de la Ginebreda 1                | Castellterçol | pou de neu   | Estil: arquitectura popular                              | 41° 45′ 59″ N, 2° 06′ 49″ E / 41.766415°N,2.113587°E            | bé integrant del patrimoni cultural català |                                      | Modifica les dades a Wikidata |
|        | Pou de glaç de la Ginebreda 2                | Castellterçol | pou de neu   | Estil: arquitectura popular                              | 41° 45′ 59″ N, 2° 06′ 49″ E / 41.766307°N,2.113613°E            | bé integrant del patrimoni cultural català |                                      | Modifica les dades a Wikidata |
|        | Pou de glaç de la Ginebreda 3                | Castellterçol | pou de neu   | Estil: arquitectura popular                              | 41° 45′ 58″ N, 2° 06′ 49″ E / 41.766204°N,2.113704°E            | bé integrant del patrimoni cultural català |                                      | Modifica les dades a Wikidata |
|        | Pou de la Noguera - Font de l'Arç            | Castellterçol | pou de neu   |                                                          |                                                                 | bé integrant del patrimoni cultural català |                                      | Modifica les dades a Wikidata |
|        | Poua de Cal Revetllat                        | Castellterçol | pou de neu   | Estil: arquitectura popular                              | 41° 44′ 37″ N, 2° 07′ 36″ E / 41.743624°N,2.126685°E            | bé integrant del patrimoni cultural català | Poua de Cal Revetllat                | Modifica les dades a Wikidata |
|        | Poua de glaç del Vapor Vell                  | Castellterçol | pou de neu   | Estil: arquitectura popular                              | 41° 45′ 41″ N, 2° 07′ 23″ E / 41.761435°N,2.123084°E            | bé integrant del patrimoni cultural català |                                      | Modifica les dades a Wikidata |
|        | Poua de glaç petita de la Font de la Vinyota | Castellterçol | pou de neu   | Estil: arquitectura popular                              | 41° 45′ 47″ N, 2° 07′ 41″ E / 41.762919°N,2.128062°E            | bé integrant del patrimoni cultural català |                                      | Modifica les dades a Wikidata |
|        | Poua de la Noguera                           | Castellterçol | pou de neu   | Estil: arquitectura popular Estat: enderrocat o destruït |                                                                 | bé integrant del patrimoni cultural català |                                      | Modifica les dades a Wikidata |
|        | Poua del Molí Nou                            | Castellterçol | pou de neu   |                                                          | 41° 45′ 50″ N, 2° 07′ 45″ E / 41.76397222°N,2.129225°E 651 msnm |                                            |                                      | Modifica les dades a Wikidata |

## serra
| imatge | Nom                         | Ubicat a                           | instància de | Detalls    | coordenades                                                  | Protecció | Commons (més fotos) | Dades a WD                    |
| ------ | --------------------------- | ---------------------------------- | ------------ | ---------- | ------------------------------------------------------------ | --------- | ------------------- | ----------------------------- |
|        | Carena de la Baga           | Monistrol de Calders Castellterçol | serra        |            | 41° 45′ 35″ N, 2° 02′ 59″ E / 41.759661°N,2.04972°E 647 msnm |           | Carena de la Baga   | Modifica les dades a Wikidata |
|        | Serrat de Pujalt            | Castellcir Castellterçol           | serra        |            | 41° 46′ 06″ N, 2° 04′ 37″ E / 41.7684°N,2.07687°E            |           |                     | Modifica les dades a Wikidata |
|        | Serrat de la Descàrrega     | Castellcir Castellterçol           | serra        |            | 41° 46′ 44″ N, 2° 05′ 00″ E / 41.7788°N,2.08339°E            |           |                     | Modifica les dades a Wikidata |
|        | Serrat de les Serps         | Castellterçol                      | serra        | Llarg: 1km |                                                              |           |                     | Modifica les dades a Wikidata |
|        | Serrat del Cau dels Garrics | Castellterçol                      | serra        | Llarg: 1km |                                                              |           |                     | Modifica les dades a Wikidata |
|        | serrat del Moro             | Castellterçol                      | serra        |            | 41° 45′ 46″ N, 2° 05′ 43″ E / 41.7627°N,2.09533°E 811.5 msnm |           |                     | Modifica les dades a Wikidata |

## Misc
| imatge | Nom                                | Ubicat a                                                                                   | instància de                                                                   | Detalls                                                   | coordenades                                                                             | Protecció                                  | Commons (més fotos)                   | Dades a WD                    |
| ------ | ---------------------------------- | ------------------------------------------------------------------------------------------ | ------------------------------------------------------------------------------ | --------------------------------------------------------- | --------------------------------------------------------------------------------------- | ------------------------------------------ | ------------------------------------- | ----------------------------- |
|        | Balma del Pedrós                   | Castellterçol                                                                              | abric rocós                                                                    |                                                           | 41° 45′ 48″ N, 2° 04′ 24″ E / 41.7633802588033°N,2.07339793610757°E                     |                                            |                                       | Modifica les dades a Wikidata |
|        | Castellterçol                      | Castellterçol                                                                              | entitat singular de població capital municipal ens local històric de Catalunya | 2766 hab                                                  | 41° 45′ 09″ N, 2° 07′ 08″ E / 41.75250458°N,2.11896367°E 719 msnm                       |                                            |                                       | Modifica les dades a Wikidata |
|        | Espai natural de Gallifa           | Gallifa Sant Llorenç Savall Granera Castellterçol Sant Quirze Safaja Sant Feliu de Codines | àrea protegida                                                                 |                                                           | 41° 41′ 51″ N, 2° 07′ 25″ E / 41.697611111111°N,2.1235833333333°E                       |                                            | Parc de Gallifa                       | Modifica les dades a Wikidata |
|        | Monument a Cebrià Calvet           | Castellterçol                                                                              | monument                                                                       | Estil: noucentisme                                        | 41° 45′ 01″ N, 2° 07′ 27″ E / 41.750346°N,2.124047°E                                    | bé integrant del patrimoni cultural català | Monument a Cebrià Calvet              | Modifica les dades a Wikidata |
|        | Pedres                             | Castellterçol                                                                              | vèrtex geodèsic                                                                | Alt: 1.2m                                                 | 41° 43′ 02″ N, 2° 06′ 40″ E / 41.717293°N,2.111043°E 953.79 msnm                        |                                            |                                       | Modifica les dades a Wikidata |
|        | Pinassa de Sant Llogari            | Castellterçol                                                                              | arbre singular                                                                 | Taxon: Pinus nigra (Pinus nigra) Alt: 25m Perímetre: 2.3m | 41° 45′ 23″ N, 2° 03′ 38″ E / 41.756336°N,2.060483°E                                    |                                            | Pinassa de Sant Llogari               | Modifica les dades a Wikidata |
|        | Pineda de la Manyosa               | Castellterçol                                                                              | pineda                                                                         |                                                           | 41° 44′ 52″ N, 2° 04′ 13″ E / 41.747825°N,2.07034444444°E                               |                                            |                                       | Modifica les dades a Wikidata |
|        | Plaça Prat de la Riba              | Castellterçol                                                                              | plaça                                                                          | Estil: arquitectura popular                               | 41° 45′ 05″ N, 2° 07′ 11″ E / 41.75125°N,2.11969°E ca:Plaça Prat de la Riba             | bé integrant del patrimoni cultural català | Plaça Prat de la Riba (Castellterçol) | Modifica les dades a Wikidata |
|        | Polígon industrial El Vapor        | Castellterçol                                                                              | polígon industrial                                                             |                                                           | 41° 45′ 38″ N, 2° 07′ 11″ E / 41.7605199303235°N,2.119704752309°E                       |                                            |                                       | Modifica les dades a Wikidata |
|        | Rajoleria de la Noguera            | Castellterçol                                                                              | teuleria                                                                       | Estil: arquitectura popular                               |                                                                                         | bé integrant del patrimoni cultural català |                                       | Modifica les dades a Wikidata |
|        | casa consistorial de Castellterçol | Castellterçol                                                                              | casa consistorial                                                              |                                                           | 41° 45′ 05″ N, 2° 07′ 14″ E / 41.7513539°N,2.1205414°E                                  |                                            |                                       | Modifica les dades a Wikidata |
|        | creu de terme                      | Castellterçol                                                                              | creu de terme                                                                  | Estil: arquitectura popular 20th century                  | 41° 45′ 10″ N, 2° 06′ 33″ E / 41.752693°N,2.109057°E ca:Collet de Sant Fruitós 782 msnm | bé integrant del patrimoni cultural català | Creu de terme (Castellterçol)         | Modifica les dades a Wikidata |
|        | Úixols                             | Castellterçol                                                                              | disseminat ens local històric de Catalunya                                     |                                                           | 41° 43′ 28″ N, 2° 06′ 47″ E / 41.72444444444445°N,2.1130555555555555°E                  |                                            |                                       | Modifica les dades a Wikidata |